# Calceola
Calceola is een geslacht van uitgestorven bloemdieren uit het Midden-Devoon.

## Kenmerken
Het was een zeer kenmerkend geslacht met een regelmatige driehoeksvorm en een scharnierend deksel, dat de weke delen kon afsluiten. De gemiddelde grootte was vijf centimeter.

## Verspreiding en leefgebied
Het geslacht was algemeen in het huidige Europa, Azië, Australië en Noord-Amerika.